# 高州 (广东)
高州，中国古代的州。
南朝梁置高州，治所在高凉县（今广东省阳江市西）。辖境相当今广东省鉴江及漠阳江流域地区。当时冯氏世代为高州刺史，如冯宝（其妻冼夫人）、馮僕、冯盎。隋朝初改为高凉郡。唐高祖武德六年（623年）复置高州，下辖九县：西平县（原高凉县）、连江县、南巴县、潘水县、茂名县、良德县、电白县、杜陵县、齐安县。贞观时移治良德县（今广东省高州市东北），大历中又移电白（今高州市东北），辖境缩小，下辖三县：良德县、电白县、保宁县（原连江县）。相当今茂名、高州、电白等县地，元朝升为高州路。明清为高州府。 
高州刺史
- 冯盎（622年—649年，总管、都督）
- 冯智戣（649年）
- 周匡物（唐文宗时）
- 郑某（大中年间）
- 房千里（大中年间）
- 高湘（870年）
- 林蔼（唐僖宗时）
- 刘昌鲁（乾符年间—907年）
- 刘潜（乾宁光化年间，未任）
- 章仔钧（乾宁年间，未任）